# Wolfforth (Teksas)
Wolfforth je grad u američkoj saveznoj državi Teksas. Prema popisu stanovništva iz 2010. u njemu je živjelo 3.670 stanovnika.